# Seyðisfjarðarvegur
Seyðisfjarðarvegur (F93) è una strada dell'Islanda che collega Seyðisfjörður con Egilsstaðir e che quindi rappresenta il primo tragitto sull'isola per chi sbarca a Seyðisfjörður con i traghetti che provengono dalla Danimarca.

## Galleria d'immagini

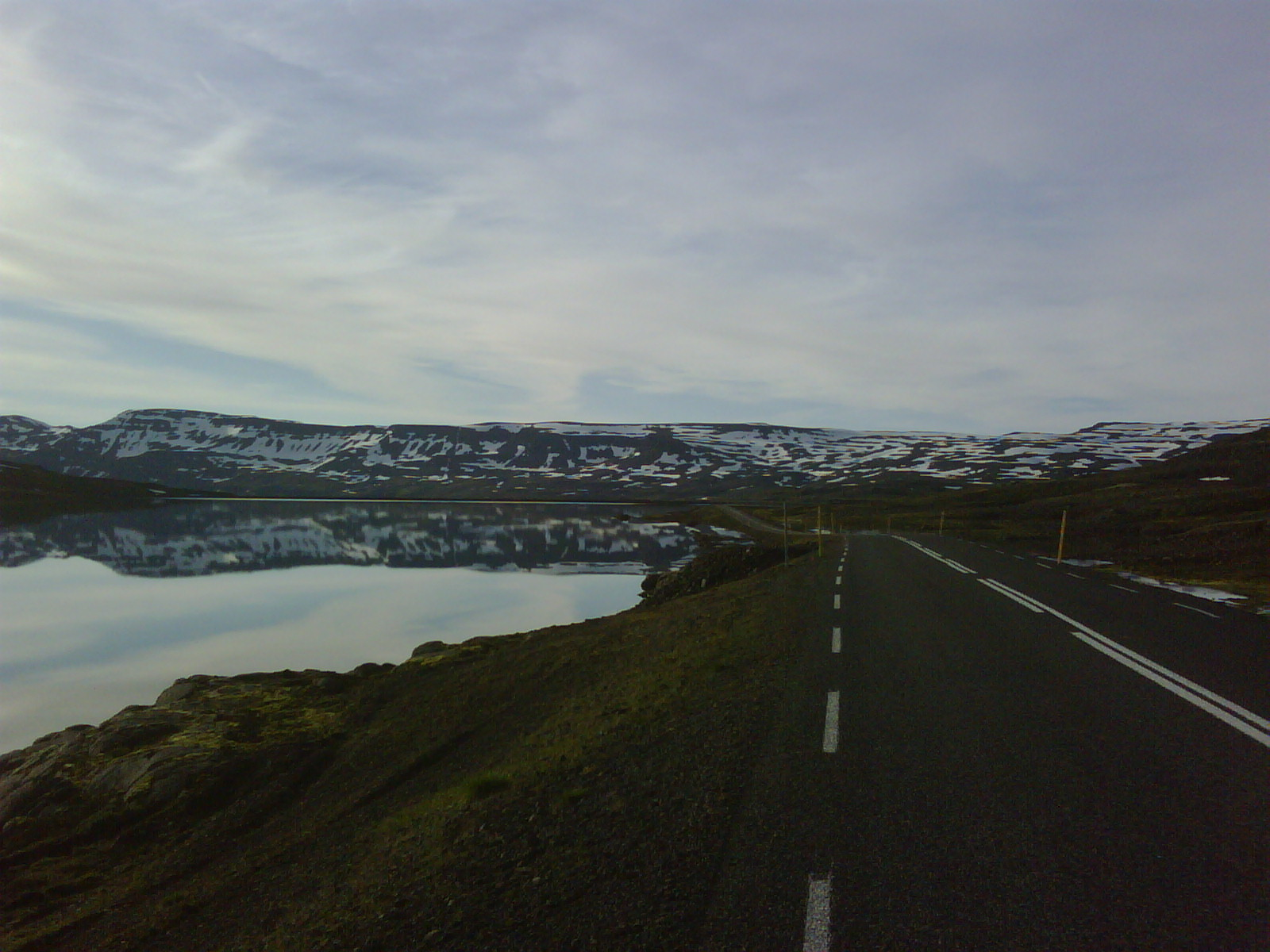
Passo lungo la 93
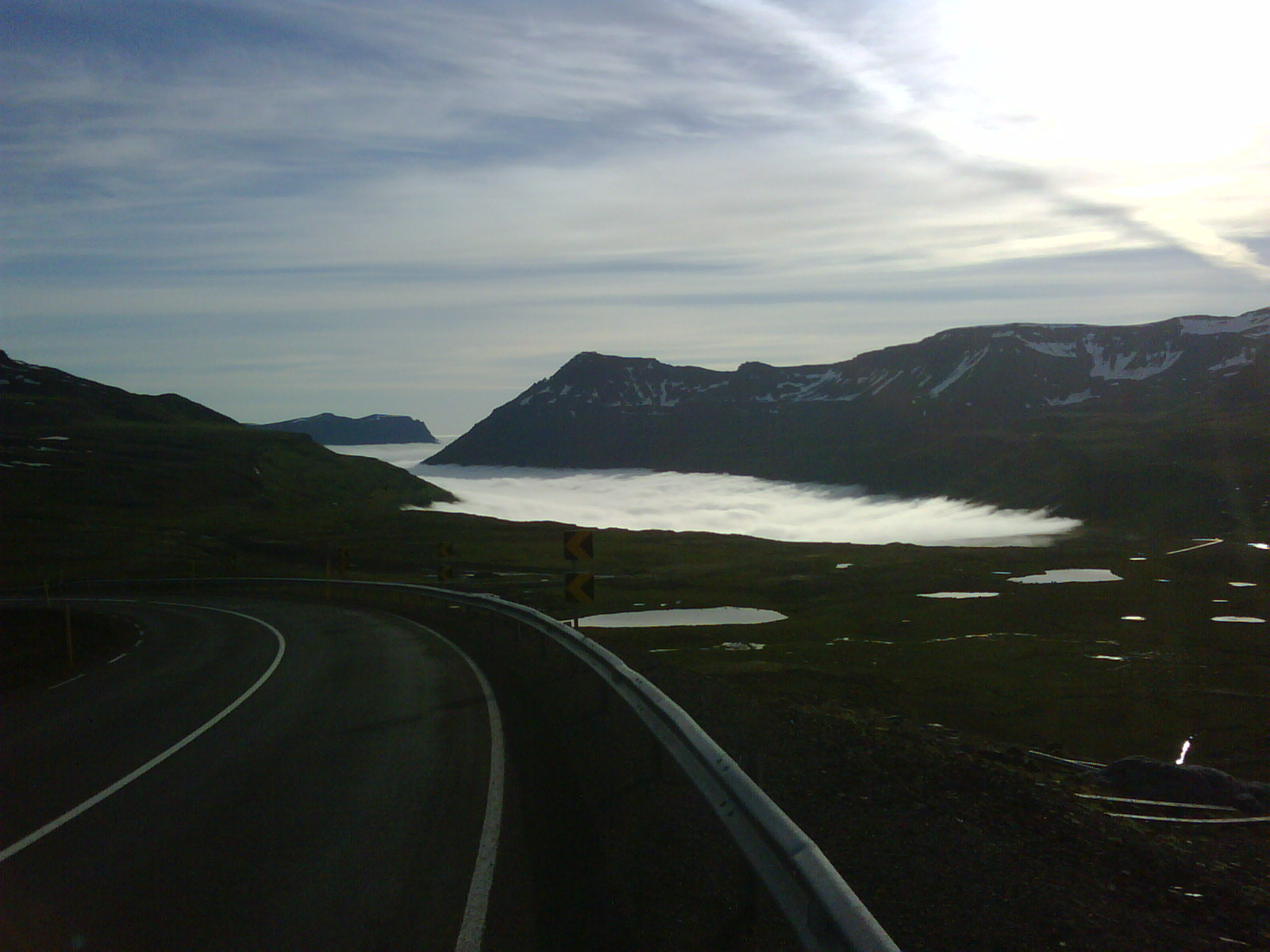
La 93 verso Seyðisfjörður